# Нікітинка (Туймазинський район)
Нікі́тинка (рос. Никитинка, башк. Никитинка) — присілок у складі Туймазинського району Башкортостану, Росія. Входить до складу Гафуровської сільської ради.
Населення — 303 особи (2010; 296 у 2002).
Національний склад:
- росіяни — 60 %